# Schiffswerft von Henry Koch

Schiffswerft von Henry Koch im Jahre 1907

Die Schiffswerft von Henry Koch AG war die erste Schiffswerft in der Hansestadt Lübeck, die sich dort dem Eisenschiffbau verschrieb. Mit ihr fand der Schiffbau an der Trave im 19. Jahrhundert den Anschluss an die Entwicklung im modernen Schiffbau des 19. Jahrhunderts.

## Geschichte

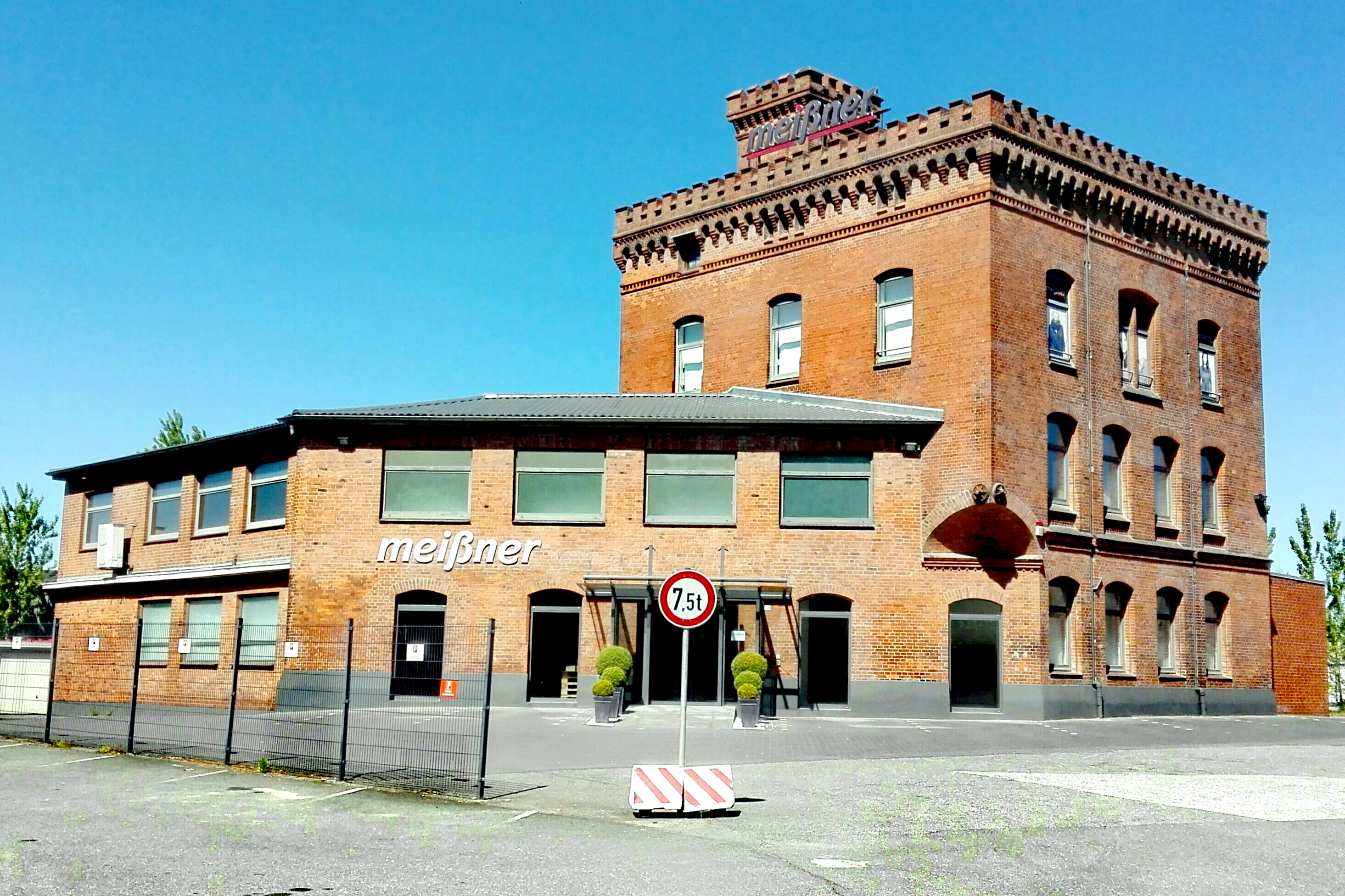
Ehemaliges Verwaltungsgebäude der Werft

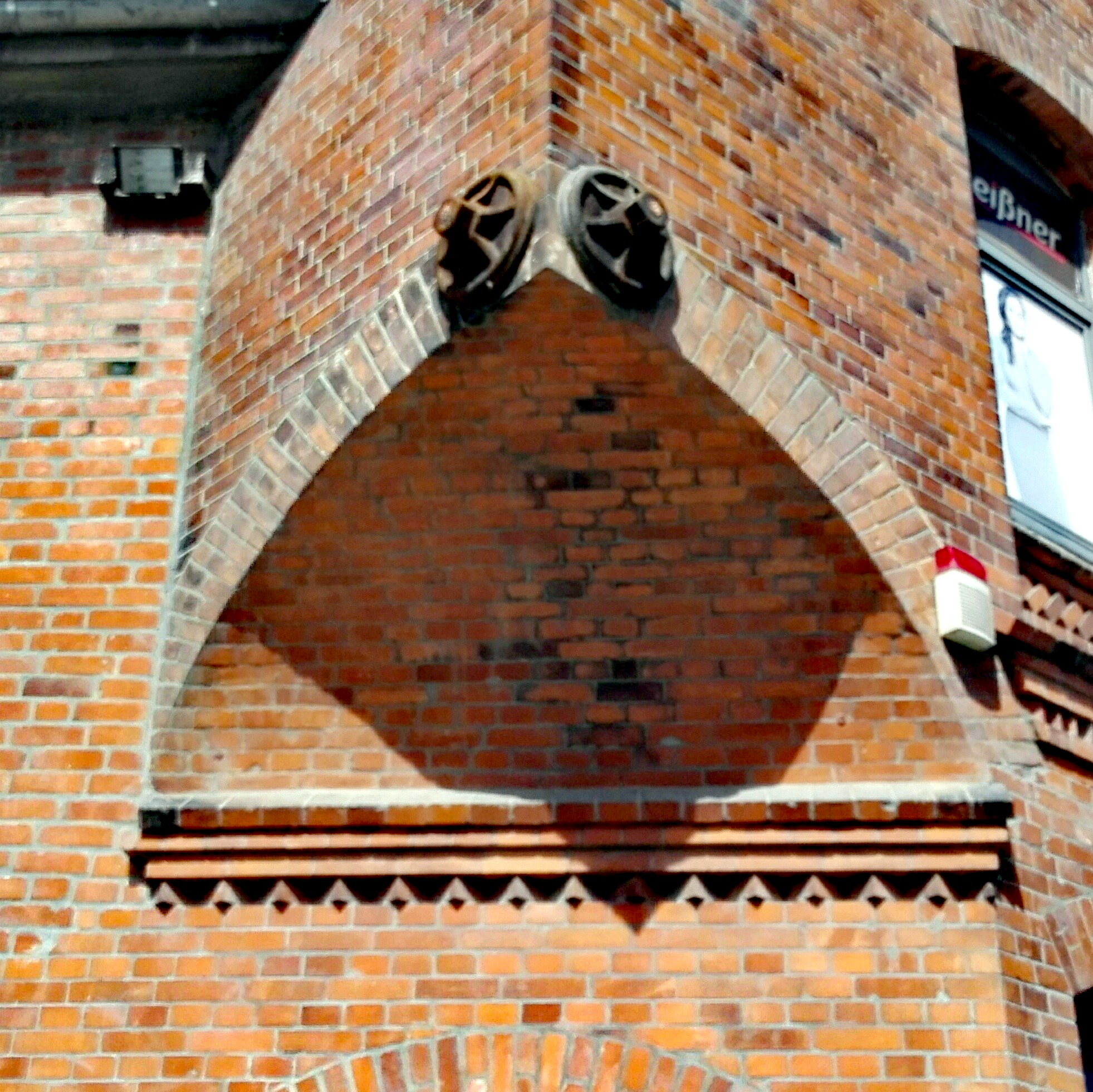
Symbolische Steuerräder über dem ehemaligen Eingang

Nach der zweiten Travekorrektur dehnte sich die Stadt über das Burgtor hinaus aus. Damit wurden die Voraussetzungen für eine Erweiterung und Anpassung des Lübecker Hafens an die neuen Strukturen in Handel, Seefahrt und Technik geschaffen. Am 2. September 1882 trat Henry Koch hierfür die Grundstücke an die Stadt für deren Hafenerweiterung ab und erhielt das Areal zwischen der Straße Ballastkuhle, dem Glashüttenweg, dem Minlos'schen Garten und dem toten Travearm um auf ihm die erste lübeckische Werft für Eisenschiffe zu errichten. Koch konnte mit dem Grundstückstausch das erreichen, was 1876 Hermann Blohm verwehrt worden war. Seine Schiffs-Maschinen- und Kesselwerkstatt der DG Pioneer wurde geschlossen. Die Schiffswerft von Henry Koch eröffnete ihr Namensgeber am 1. Dezember 1882. Am 31. Mai 1883 lief deren erstes im Auftrag der Rostocker Reederei F. W. Fischer gebaute eiserne Seeschiff, die „Eugène Krohn“, vom Stapel. Zu dieser Zeit arbeiteten hier 350 Personen.
Als Grundstücksreserve für spätere Werfterweiterungen erwarb Koch 1883 das einstige Minlos'sche Grundstück im Spätsommer 1883 hinzu. Dem Rekord in der Schiffsbauproduktion im Jahr 1883 folgte jedoch bis 1887 der tiefe Fall.

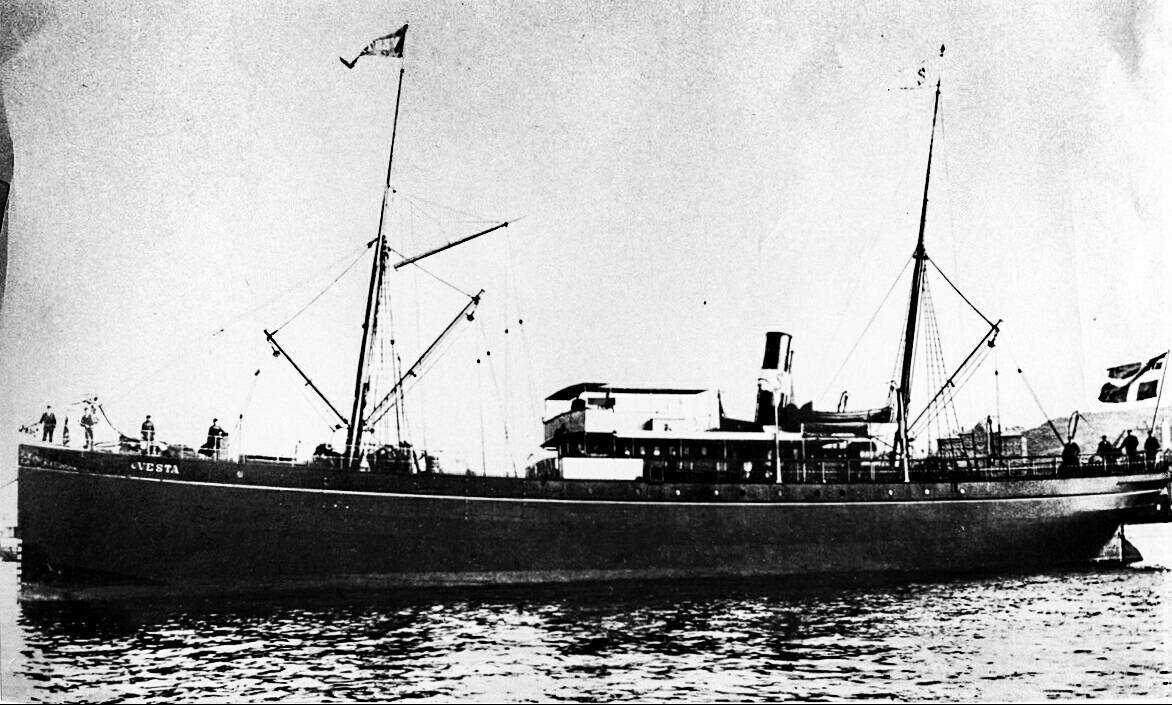
Die 1884 gebaute Vesta (Baunummer 12)

Als Vertreter seiner Werft nahm Koch am 29. Dezember 1884 in Hamburg an der Konferenz in Streit's Hotel teil. Die dort anwesenden Vertreter von acht deutschen Werften gründeten den „Verein deutscher Schiffswerften e. V.“ (heute VSM) und gingen in die deutsche Schiffsbaugeschichte ein. 12 Firmen und Gesellschaften unterzeichneten eine Petition betreffend den Bau von Schiffen und Schiffsdampfmaschinen auf heimischen Werften mit Bezug auf die Vorlage behufs Subventionen von überseeischen Dampferlinien, die dem Reichstag zuging.
Eine Besserung der Konjunktur begann sich 1888 abzuzeichnen. Koch verstarb jedoch in diesem Jahr kurz nach seiner Frau. Zu seinen Testamentsvollstreckern und Vermögensverwaltern hatte er Ernst Stiller und Peter Rehder eingesetzt. Es erbten sieben seiner Kinder und drei wurden ausgezahlt. Das Grab der Familie Koch wurde 1997 auf dem Burgtorfriedhof aufgelöst.
Der technische Direktor, Früstück, schied am 28. Mai 1888 aus und wurde Direktor der Bremer Schiffbau-Gesellschaft. Der bisherige technische Leiter der Helsingører Schiffswerft, Direktor Dyhr, wurde sein Nachfolger. 1895 übernahm der Gründersohn Franz Koch die kaufmännische Direktion der Schiffswerft. Emil Gustav Stolz von der Werft Blohm & Voss wurde 1897 technischer Direktor und schließlich trat ein weiterer Gründersohn, der Schiffbauingenieur Willy Koch, als technischer Betriebsleiter in das Werftunternehmen ein. Unter diesen drei begann eine neue expansive Entwicklungsphase der Werft.
Ernst von Halle, der damals ein sehr bekannter Schiffbauexperte war, war Co-Autor der 1902 erschienenen Studie „Die Schiffbauindustrie in Deutschland und im Ausland“. In diesem bescheinigte er der Werft eine positive Gesamtsituation. Sie war inzwischen. auf den zehnten Platz aller deutschen Schiffswerften aufgerückt. Nachdem die Werft 1894 die einzige Schiffswerft war, war sie um die Jahrhundertwende der größte Industriebetrieb der Stadt und verfügte neben ihren Schwimmdocks über vier Helgen sowie einen Schwimmkran. Es zu jener Zeit mit dem Drägerwerk nur einen weiteren Betrieb in Lübeck, der ebenfalls mehr als 500 Mitarbeiter beschäftigte.

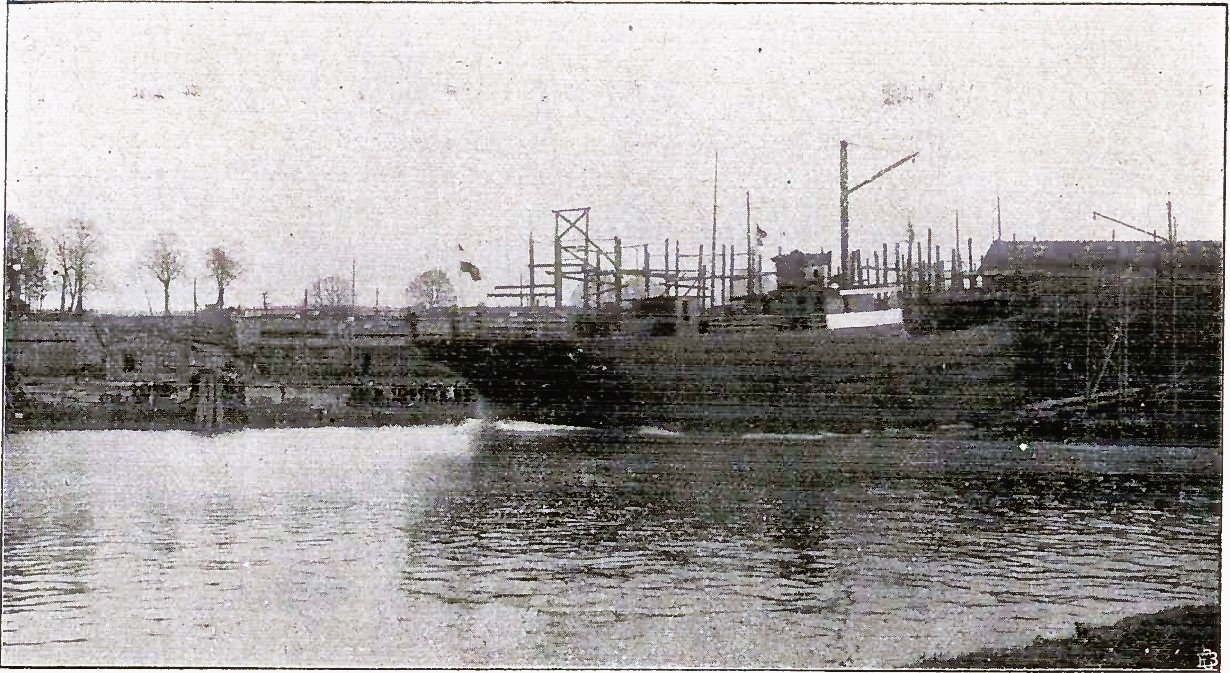
Stapellauf des Dampfers „Anneliese“

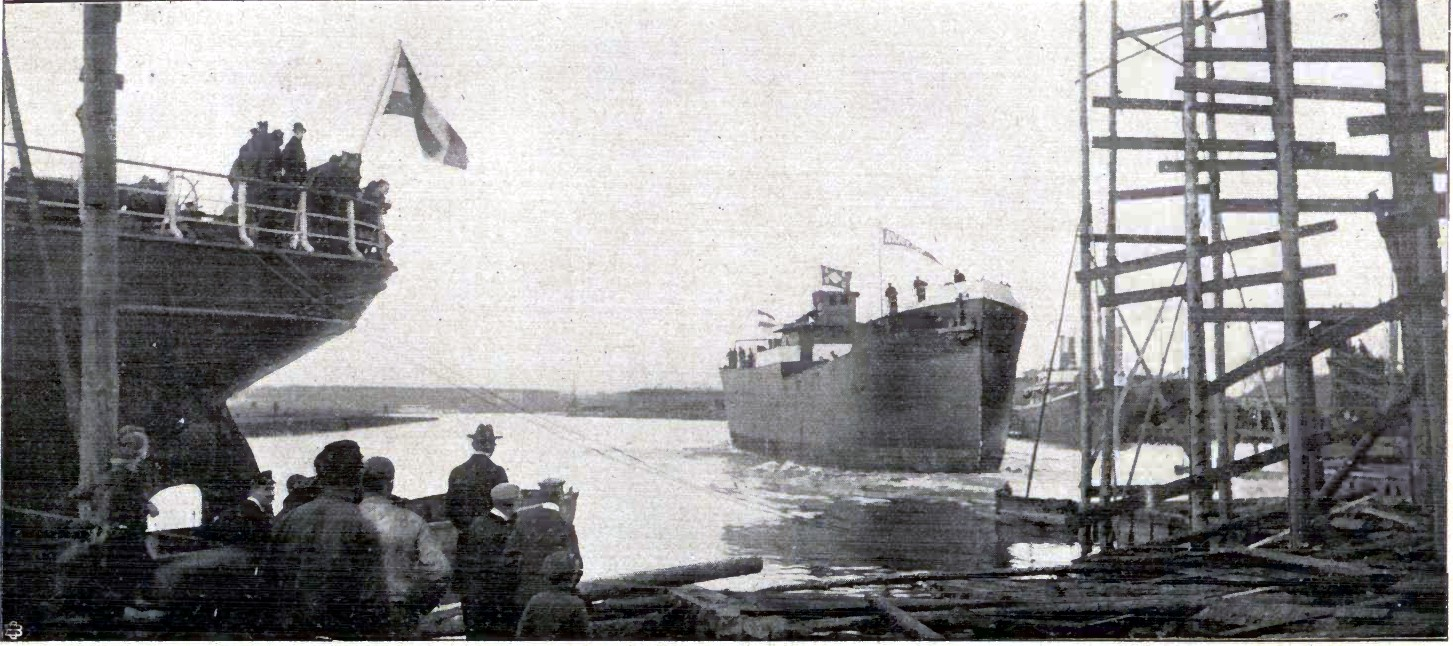
Das Schiff hat soeben den Helgen verlassen

Die Werften war zum einen Großkunden der Eisen- und Stahlindustrie, einer nicht mehr zu übersehenden Wirtschaftsmacht, geworden. Die Weltmachtpolitik des Kaisers, wie z. B. die Flottengesetze von 1898 und 1900, förderte dies wohlwollend. Zum anderen war da die große Anzahl von sieben Werfteigentümern. Sie waren inzwischen nicht alle in Lübeck verblieben, sondern wohnten auch in Zehlendorf, Bahrenfeld oder Ebingen. Diese beiden Gründe führten zu der am 19. Februar 1906 durch Rats- und Bürgerschaftsbeschluss beschlossenen Ratifizierung des Ersatzvertrages von dem Vertrag des 24. Oktober 1882. Mit ihm waren die Voraussetzungen zur Umgründung der Schiffswerft in eine Aktiengesellschaft im Jahre 1908 geschaffen worden. Deren ersten Aufsichtsrat bildeten Carl Dimpker (Präses der Kammer), Heinrich Görtz (Rechtsanwalt), Richard Janus (Bankdirektor), Johannes Soltau (Kaufmann, Luckmann & Soltau war die Hausbank der Werft) und Alfred Zeise (Senator in Altona). Zwei der fünf Mitglieder waren in führenden Positionen für Lübecks jahrelange Hausbank, die Commerz-Bank in Lübeck tätig. Da diese Bank nicht an der Gründung beteiligt war, jedoch zwei Vertreter im Aufsichtsrat hatte, deutet auf ein verdecktes finanzielles Engagement hin. Es war überraschend, dass das bis dahin unbedeutende Bankhaus Luckmann & Soltau in der Lage war, das Grundkapital zu beschaffen und die einstigen Besitzer auszuzahlen.
Die lübeckische Handelsflotte vergrößerte sich mit dem am 4. April 1908 vom Stapel gelaufenen Frachtdampfer „Anneliese“ auf Rechnung der Lübeck-Königsberger Dampfschiffahrts-Gesellschaft. Seit 1896 war dies die erste von einer Lübecker Werft für Lübecker Rechnung erbaute Schiff.
Als etwa 30 % des Grundkapitals durch Verluste aufgezehrt waren, wurden die Schwimmdocks als Maßnahme zur Stabilisierung der finanziellen Situation und der Risikostreuung ausgegliedert. So wurde am 31. Dezember 1909 die „Lübecker Dock-Gesellschaft mbH“ angemeldet und am 5. Januar 1910 handelsgerichtlich eingetragen. Die Verluste der Werft wurden bei den Sanierungsbemühungen durch eine 40%ige Kapitalherabsetzung aufgefangen.
Im Ersten Weltkrieg blieb die Werft weitgehend von den Maßnahmen für den Kriegsschiffbau verschont. Es sind nur fünf Minensuchboote nachweisbar. Von diesen wurden zwei wieder annulliert und die anderen drei wurden abgebrochen, da Kaiserliche Marine vor deren Fertigbau auf die Fertigstellung verzichtete. Nach Gröner wurden allerdings von Koch zwischen 1916 und 1918 für die Kaiserliche Marine die zehn Vorpostenboote Anneliese, Lieselotte, Travemünde, Niendorf, Timmendorf, Scharbeutz, Fielitz, Von Schönberg, Meidinger und Erdmann gebaut und abgeliefert.

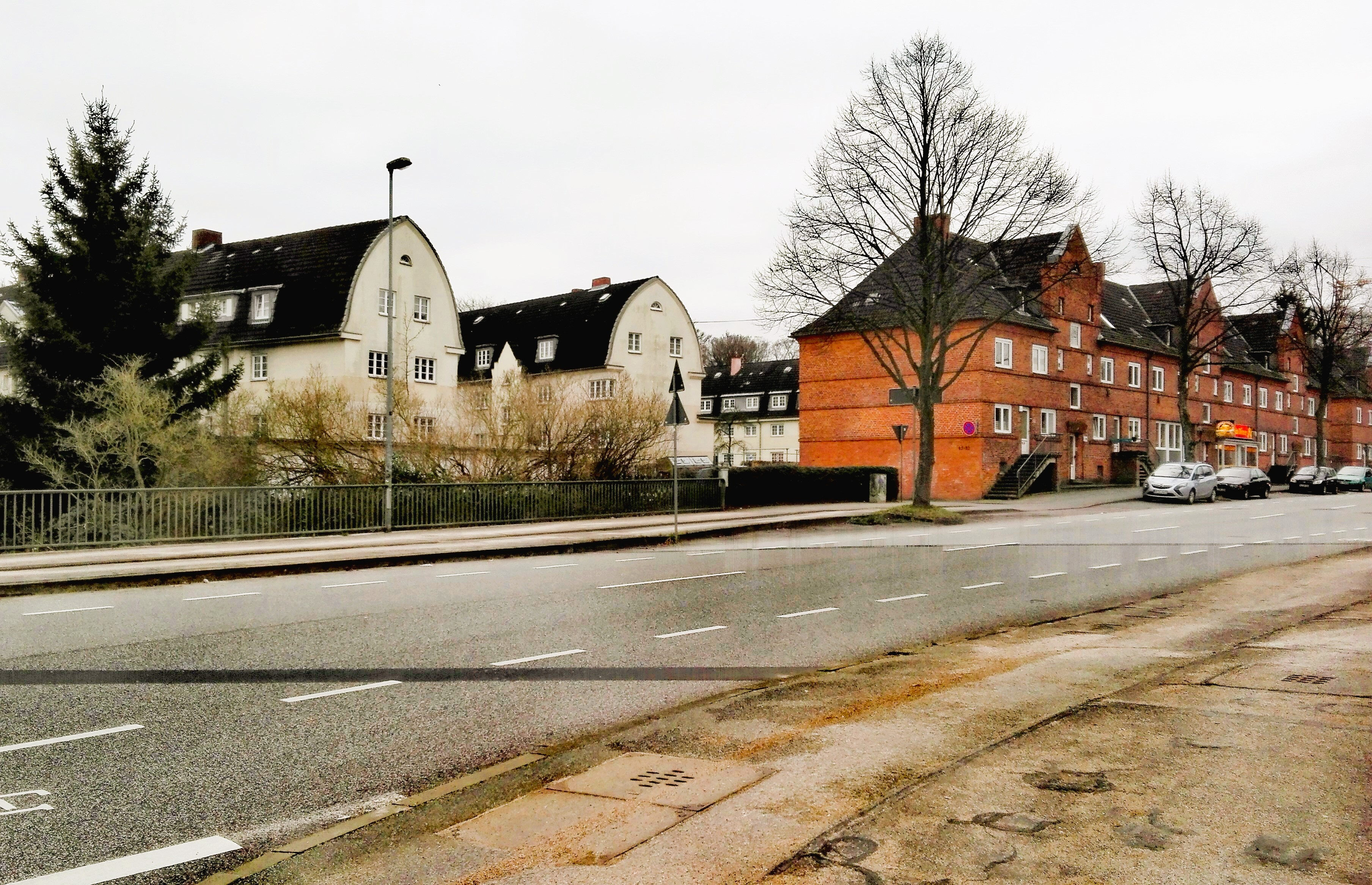
Arbeitersiedlung (rot)

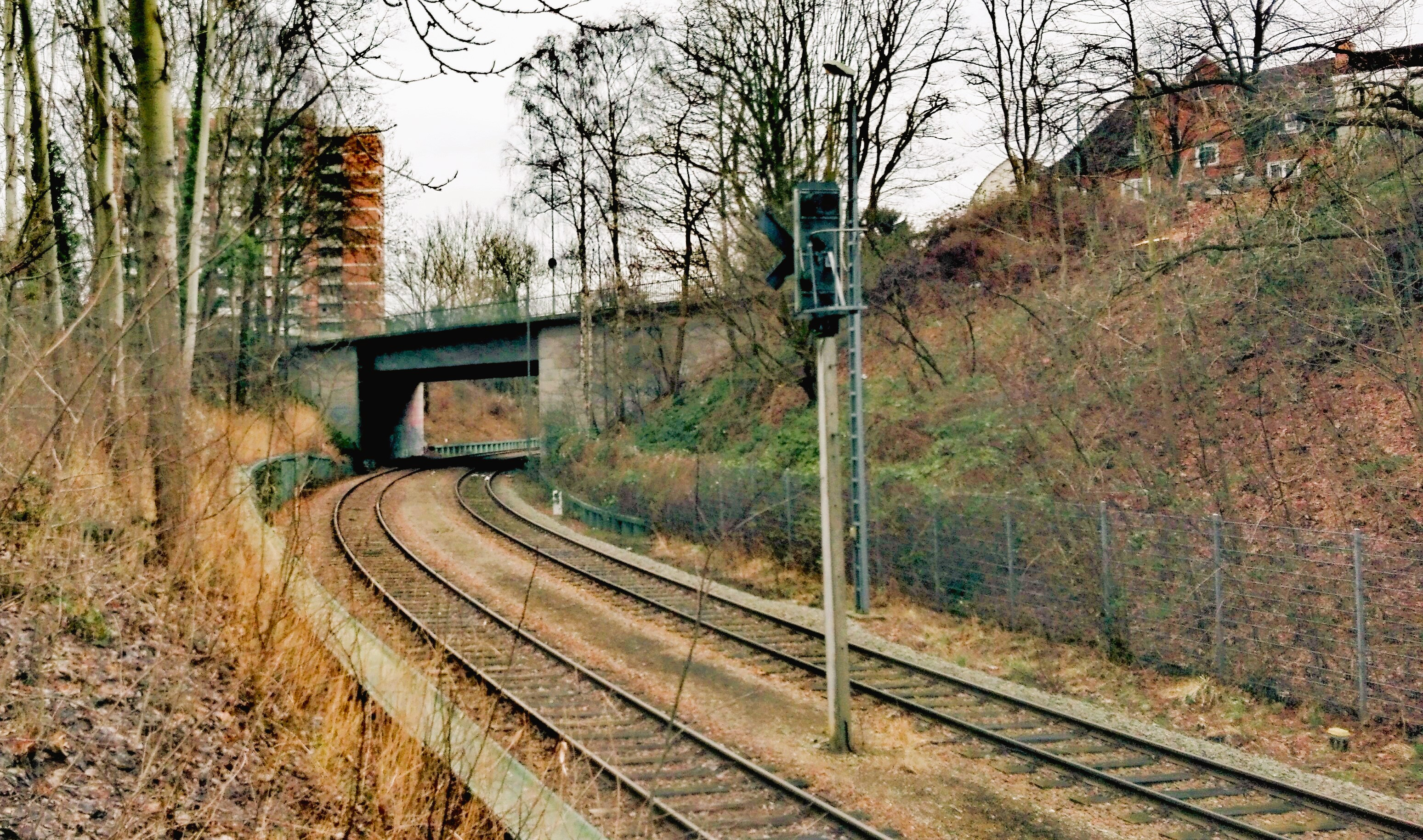
Betonbrücke

Am 25. Mai 1916 wurde das Grundkapital um 3 Millionen Mark erhöht und die finanziellen Voraussetzungen für ein Werfterweiterungsprogramm geschaffen. Den Aufstockungsbetrag übernahm die Vereins- und Westbank aus Hamburg. Damit wurde sie neuer Mehrheitsaktionär. 1917 erhielt die Werft einen Gleisanschluss und Baurat Paul Ranft aus Leipzig konnte als Architekt für die Neu- und Umbauten der Koch'schen Werft gewonnen werden. Die 1916 beschlossenen und begonnenen Werfterweiterungsmaßnahmen wurden aber schon 1918 gedrosselt und kamen 1919 endgültig zum Erliegen. Im Zusammenhang mit dem Ausbaustopp nahm man wieder Abstand von dem geplanten Neubau eines Verwaltungsgebäudes. Einzig der Plan einer Beton-Fußgängerbrücke zum Erreichen des Gebäudehauptzugangs musste jedoch ausgeführt werden, da die neue Hafenbahn eine eingleisige von dem Gleisanschluss abgehende Verbindung zwischen dem Konstantinkai und den Bahnhof in Schlutup erbaute und sich die Trasse in Höhe des Tiefgestades liegenden Hafenstraße unterhalb der Anfang des Krieges fertiggestellten Arbeitersiedlung in der Luisenstraße befand. Ohne die Brücke hätte die Straße abrupt geendet und die Siedlung wäre abgeschnitten gewesen.
1919 wurde kein Neubau abgeliefert und die Werft hielt sich mit Aus- und Umbauten über Wasser. Auf der Gesellschafterversammlung am 20. Februar 1919 wurde die Ausübung des Kaufrechts für die Lübecker Dock-Gesellschaft durch seine Muttergesellschaft beschlossen. Dur deren Löschung aus dem Handelsregister des Lübecker Amtsgerichts am 21. April 1921 Relikt der vor über zehn Jahren durchgeführten Sanierungsmaßnahmen.

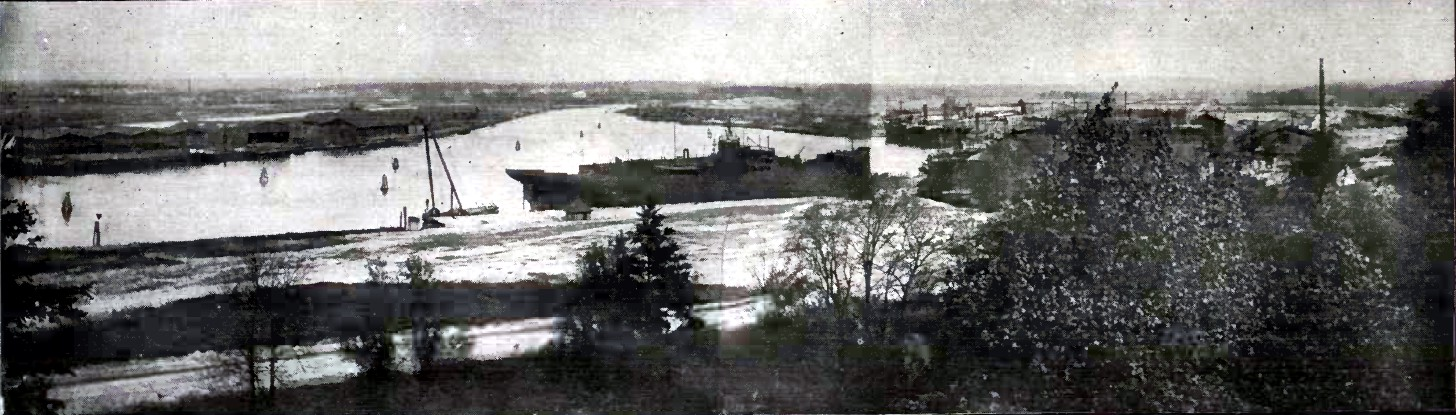
Travelandschaft bei der Koch‘schen Werft (Ballastkuhle) um 1920

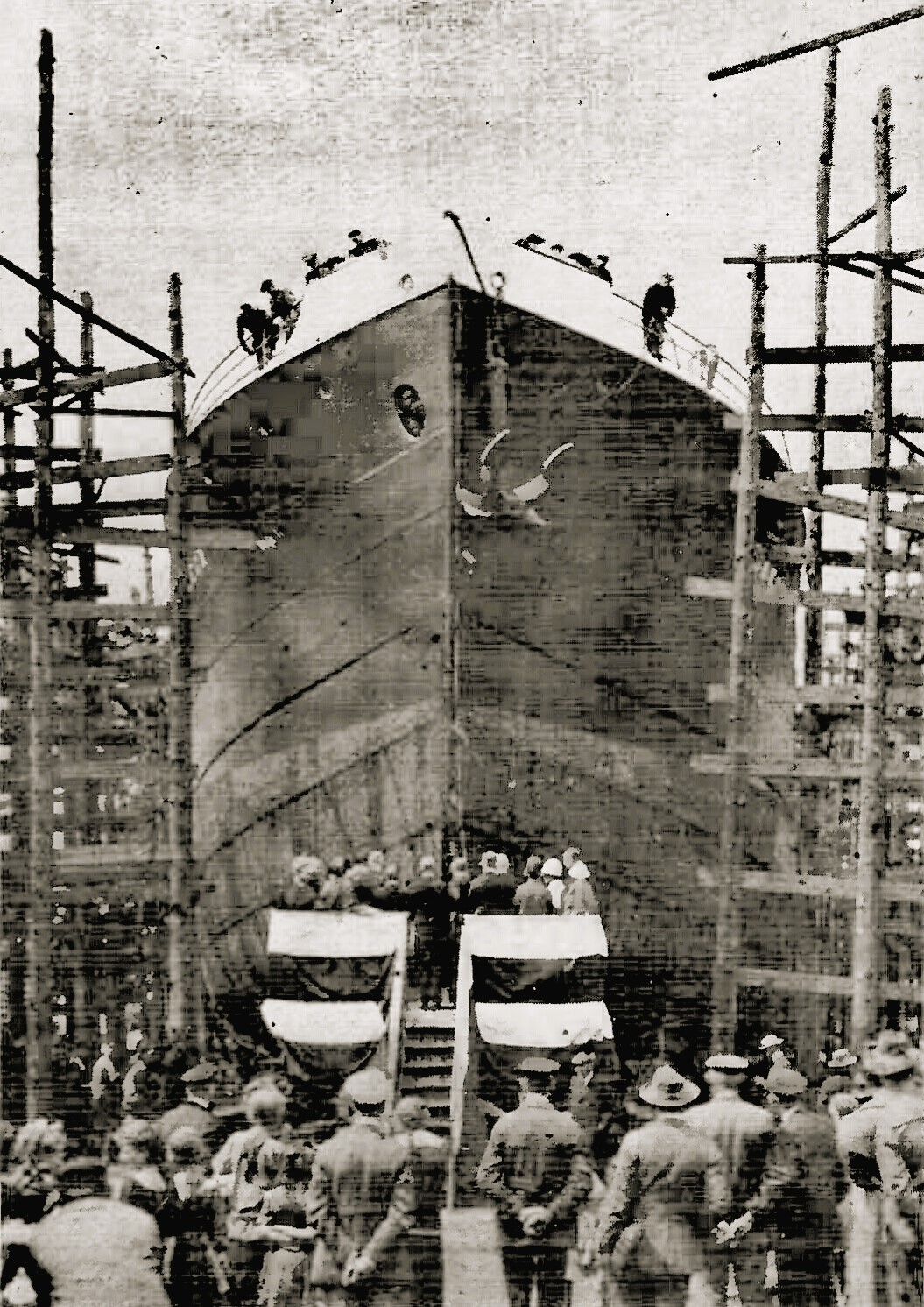
Taufe der „Lübeck“ am 9. Juli 1925

Das änderte sich 1920 wieder. Die angefertigte Nummer 236 bildete einen Höhepunkt in zweierlei Hinsicht. Sie war bereits 1916 vom Stapel gelaufen und wurde im August 1920 unter dem Namen „Progress“ [RGMQ-DK] abgeliefert. Der Frachtdampfer ist mit einer Tragfähigkeit von 8000 t das größte jemals auf der Werft erbaute Schiff und blieb bis zum Neubau der Temeraire 1926 auf der Lübecker Flender-Werke AG das größte in Lübeck erbaute Schiff.
Der Reingewinn der Werft hatte sich im Verhältnis zum Vorjahr verdoppelt und zum 1. Januar 1921 wurde das Grundkapital um weitere 3,6 Mio. Mark erhöht. Adolf Kühling aus Bochum wurde mit seiner Beteiligung in Höhe von 3,136 Mio. Mark neuer Großaktionär. Eine weitere Erhöhung des Grundkapitals um 7,8 Mio. Mark wurde auf der Gesellschafterversammlung vom 28. April 1922 beschlossen. Inflationsbedingt wurde das Grundkapital auf der Versammlung vom 25. Januar 1923 auf 50 Mio. Mark erhöht.
Nachdem der Gründersohn Franz Koch am 19. März 1917 aus dem Vorstand wurde dieser von nur einem Vorstand, Emil Stolz, geleitet. Die bisherigen Prokuristen Willy Koch (Gründersohn) und Friedrich Cornehls wurden am 10. September 1919 zu weiteren Mitgliedern des Vorstands bestellt. Stolz starb am 12. Januar 1921. Cornehls schied überraschend auf eigenen Wunsch am 4. Februar 1922 aus. Paul Reymann wurde am 22. März 1922 als kaufmännischer Direktor zu dessen Nachfolger im Vorstand bestellt.

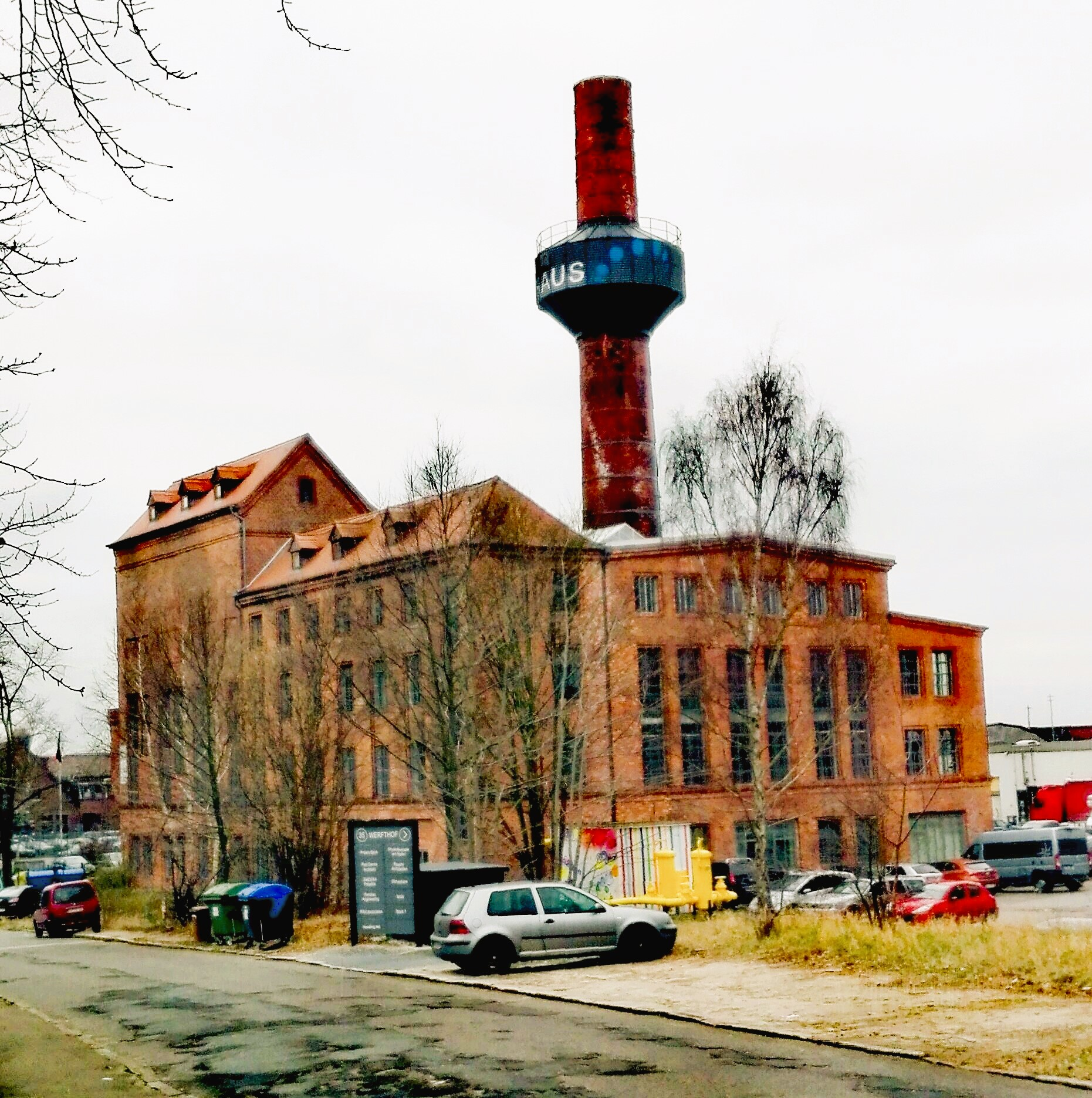
Ehemalige Kraftzentrale

Die wohl wichtigste Maßnahme zur Einleitung einer Trendwende war die am 15. November 1923 verkündete neue Währungsordnung zum Stoppen des Inflationskarussell. 1 Billion (Papier-)Mark wurden mit 1. Rentenmark gleichgesetzt. Durch die nachfolgende Verordnung über Goldmarkbilanzen verzögerte sich die Herausgabe der Firmenbilanzen bis weit in das Jahr 1925. Auf der 16. ordentlichen Generalversammlung am 14. Januar 1925 wurde den staatlichen Forderungen Genüge getan und das Grundkapital mit 500.000 Rentenmark ausgewiesen. Einen Monat später wurde es mit 750000 Reichsmark ausgewiesen. Die Aufstockung erfolgte durch die Ausgabe von Vorzugsaktien. In der Anlage II war der Geschäftsbericht aus dem Jahr 1923 beigefügt. Er gibt einen Überblick über die seinerzeitigen Baumaßnahmen wie der Kraftzentrale, Schwimmbauhalle und Glühofenanlage auf dem Werftgelände. Die Industrieanlagen wurden am 27. Mai 1924 abgenommen.
In den 20er Jahren lassen sich auch die von der eisenverarbeiteten Großindustrie beherrschten Unternehmen LMG und die bereits erwähnte Brückenbau Flender A.-G. als im Schiffbau tätige Werften nachweisen. Um einen Zusammenbruch der letztgenannten zu verhindern unterstützt der Senat die Werft mit 1,5 Mio. RM. Als Folge löste sich der Betrieb 1926 von seiner Muttergesellschaft und wurde als Lübecker Flender-Werke A. G. verselbstständigt.
Zwischen 1928 und 1930 ließ Kühling 13 Fischdampfer-Neubauten für die in seinem Einflussbereich stehende Hochseefischerei J. Wieting A. G. aus Wesermünde platzieren. Von zwei Motorschiffen für die HAPAG und zwei Schuten waren das alle, was für eine Werft dieses Formates in den damaligen Verhältnissen in Schifffahrt und Schiffbau beachtlich war, in diesem Zeitraum produzierten Neubauten. Der am 7. Juli 1930 vorgelegte Geschäftsbericht für 1929 war dennoch zu entnehmen, dass mittlerweile mehr als ein Drittel des Grundkapitals von den ausgewiesenen Bilanzverlusten aufgezehrt waren.
Dass am 6. August 1930 mit dem Reichspräsident von Hindenburg (Nr. 287) das letzte Schiff der Werft vom Stapel lief, ahnte zu jenem Zeitpunkt jedoch noch niemand.
Für den Lübeckischen Staat endete 1930 mit einer weiteren Stützungsmaßnahme der Werft. Nach einer Staatssubvention von Flender hatte die Werft eine Stilllegung des Betriebes bei einer Nicht-Beteiligung des Staates an seinen Sanierungsmaßnahmen angedroht.
Sanierungsinitiant war die Lübecker Kreditanstalt. Es wurden (unrealistischerweise) die Aktien des Mehrheitsaktionärs gefordert und er gleichzeitig zur Schuldenübernahme aufgefordert. Für diesen kam unter diesen Bedingungen eine Weiterführung der Werft nicht in Frage. Für die Bank stellte sich somit die Alternative zur Übernahme der Werft oder es auf einen Konkurs ankommen zu lassen. Am 7. November 1931 lehnte die Bank eine Fortführung des Betriebes ab. Das Sanierungskonzept scheiterte.
Als man nun beabsichtigte die Werft in eine Staatswerft zu überführen, schalteten sich die bisher unbeteiligten Flender-Werke in das Geschehen ein und brachte deren Benachteiligung bei den staatlichen Unterstützungen zur Sprache und erbaten eine Mitberücksichtigung der Firma bei den weiteren Fusionserwägungen. Auf der Generalversammlung am 19. August 1932 wurde eine Zusammenlegung des Kapitals im Verhältnis 2:1 beschlossen. Im gleichen Monat polemisierte Flender gegen eine weitere Darlehensvergabe an die Werft. Der Senatsantrag zur »Bewilligung einer Rückstellungsrücklage an die Lübeckische Kreditanstalt und Übernahme der Bürgschaft für Darlehen an die Lübeck Linie AG und die Schiffswerft von Henry Koch AG« über 700.000 RM scheiterte.
Aufgrund der drohenden akuten Zahlungsunfähigkeit wurde das 50-jährige Bestehen der Werft nicht gefeiert und keine der Lübeckischen Zeitungen erwähnte dieses Ereignis.
Nach der Verneinung der Fortführung des Werftbetriebes durch den Sachverständigen der Prüfungskommission, Georg Howaldt, sollten Verhandlungen zwecks einer Werftübernahme mit der LMG und Flender bis zum 31. Januar 1933 erfolgen. Senator Hans Ewers reiste am 30. November 1932 in dieser Angelegenheit nach Berlin, um dort bei den Eigentümern der Lübecker Flender-Werke AG vorzusprechen.
Die LMG bat am 7. Februar 1933 den Verhandlungsführer in Sachen Neuordnung der Lübecker Werften um eine vorläufige Vertagung der mit ihr geführten Verhandlungen über den Erwerb der Kochschen Werft.
Flender stellte sich immer als wirtschaftlich gesundes Unternehmen dar, das bestens für die Sanierung der Kochschen Werft geeignet ist. In Wahrheit verhinderten jedoch dessen beiden Mehrheitsaktionäre, die Dresdner Bank und die Commerz- und Privat-Bank (CoPri), verhinderten jedoch hier das Ende der Werft.
Ein neuer von der CoPri vorgeschlagener Lösungsansatz wurde am 15. Februar diskutiert. Er sah vor, dass das Aktienkapital der Flender-Werke als verloren galt, die Forderungen von dessen Gläubigern in Aktienanteilen des neuen Unternehmens gewandelt würden. Lübeck sollte die Grundstücke der Flender-Werft aufkaufen. Der neue Unternehmensname wäre „Flender-Koch AG“. Ewers schloss jedoch mit Nachdruck den Betrieb einer Werft durch den Lübeckischen Staat aus. Die Flender-Mehrheitsaktionäre lehnten ein Fusion ab.
Auf der vorletzten Generalversammlung der Werft am 30. Juni 1933 wurde Heinrich Richter aus Hamburg für den am 13. Juni verstorbenen Reymann zum stellvertretenden Vorstandsmitglied bestellt. Der Geschäftsbericht gab keine Hinweise auf den Stand der Sanierungsbemühungen. Am 23. Februar 1934 wurde Willy Koch (Gründersohn) Nachfolger Richters.
Eine unerwartete Variante sollte mit dem Erscheinen der Deutschen Gesellschaft für öffentliche Arbeiten AG (Öffa) eingeleitet werden. Sie stellte an die Werft Schadensersatzansprüche in Höhe von 600000 RM. Die Reederei Schröder, Hölken & Fischer GmbH ließ 1926 hier zwei Frachtschiffe bauen. Die Reederei finanzierte diese Schiffe aus dem damals vom Deutschen Reich gewährten Schiffbau-Kredit-Fonds zur Bekämpfung der Arbeitslosigkeit. Die Reederei musste 1931 Konkurs beantragen. Als die Inhaber sich wegen Konkursbetrugs zu verantworten hatten, kam heraus, dass Finanzmanipulationen gegenüber dem Reich zum Zweck eines Subventionsbetrugs getätigt wurden. Die Öffa warf der Werft, wie auch den anderen für die Reederei tätigen Werften, vor, dass sie davon wusste und sich somit ungerechtfertigt Gelder erschlichen hätte. Da das Verfahren gegen den Direktor niedergeschlagen wurde, versuchte die Öffa nun auf zivilrechtlichem Wege die Gelder einzuklagen und wich bis zur Auflösung der Werft nicht von ihren Forderungen ab. Diese Forderungen trugen einen maßgeblichen Anteil am letztendlichen Scheitern der Sanierungsbemühungen.
Trotz der Vertagung der Verhandlungen war die LMG weiterhin an einer Übernahme der Werft interessiert und führte entsprechende Gespräche mit Walter Thilo, dem Präses der Handelskammer, um die Bedingungen einer Übernahme zu fixieren. Das Aktienkapital der Werft sollte auf einen kleinen Wert herabgesetzt und danach wieder auf 600000 RM aufgestockt werden. 25 % hiervon sollten an den Lübecker Staat gehen, der ihn wiederum mit der Lübecker Kreditanstalt verrechnen sollte. Gegenüber den weniger spezifizierten pauschalen Angeboten von Flender zeichnete er sich dadurch aus, dass seine vorrangige Aufgabe nicht die Beseitigung eines innerörtlichen Konkurrenten war, und dies nach Möglichkeit noch auf Kosten seines Großgläubigers, zum Ziel hatte.
Im Februar 1934 sagte die LMG jedoch die Übernahme ab. Bei um 75 % gesunkenen Umsätzen und verlustreichen Vorjahren bräuchte man das Geld zur Gesundung. Zudem wäre man intern zu dem Schluss gekommen, dass ein wirtschaftlicher Betrieb zweier Werften in Lübeck kaum möglich sei. Oberflächlich betrachtet war die Begründung schlüssig. Da sich die Lage seit dem Übernahmeangebot nicht geändert hatte, ist sie zweifelhaft. Die LMG war nur noch eine Halbwerft, die, nur für den Fall, dass Flender nicht zur Erfüllung aller Aufträge im Stande war, auch als Werft fungierte.
In Folge fehlender Betriebsmittel wurde der Werftbetrieb am 20. April 1934 stillgelegt. Am 24. Mai 1934 kam es zur Zwangsversteigerung der beiden Firmengrundstücke. Tags darauf fand die letzte Generalversammlung der Schiffswerft von Henry Koch statt. Das Konkursverfahren wurde am 31. Mai eröffnet. Bereits vor der Versteigerung wurde der Lübecker Kreditanstalt von der Finanz- und Wirtschaftsbehörde die Ersteigerung der Grundstücke zugesagt. Der Senat räumte der Anstalt eine Verwertungsbefugnis der von ihr erworbenen Gegenstände eingeräumt.
Das Schwimmdock nebst Zubehör, Maschinen, ... wurde an Flender weiterverkauft. Ebenfalls erhielt Flender das Abbruchbefugnis der Anlagen auf dem Werftgrundstück mit Ausnahme der Einzäunung, des Verwaltungsgebäudes, der Tischlerei, dem massiven Teil der Kesselschmiede, der Schiffbauhalle mit ihren Kränen und dem Anbau (Werkzeugmacherei), der südlichen Hellingkranbahn samt Kran, sowie der auf dem Gelände verlegten Gleise. Später kam auch das Gebäude der Kraftzentrale hinzu. Es wurde zum Teil in Form von Aktien, die aus einer Kapitalerhöhung stammten, bezahlt. Die Aktien durften, außer an Lübecker Kreise, nicht vor dem 30. Juni 1938 veräußert werden. Durch einen Vertrag erklärte sich der Staat gegenüber Flender für die nächsten zehn Jahre bereit Aufträge an Flender zu vergeben bzw. solche zu verschaffen, um deren Konkurrenzfähigkeit zu erhalten. Des Weiteren ließ der Staat ins Grundbuch eintragen, dass auf dem ehemaligen Kochschen Werftgelände keine neue Werft ohne die Zustimmung Flenders errichtet werden dürfe. Noch im Sommer begann die Demontage.
Das ehemalige Werftgelände wurde am 19. Januar 1935 an die Leichtkonstruktion Lübeck GmbH, einer Tochtergesellschaft des Flugzeugbauers Dornier, verpachtet.
Als die Öffa 1935 nochmals versuchte seine Forderungen durchzusetzen, wurde vom Senat ein Gutachter bestellt. Dieser verneinte erwartungsgemäß den Anspruch.
Auf Beschluss des Amtsgerichtes wurde das Konkursverfahren nach der Schlussverteilung am 28. Juni 1935 mangels Masse aufgehoben. Die Landeszentralbank Schleswig-Holstein holte vom Amtsgericht Lübeck am 28. April 1961 darüber Auskunft ein, mit welcher Quote das Verfahren aufgehoben und mit welcher Höhe Abschlagszahlungen an die Aktionäre geleistet worden seien. Die Antwort nach längeren Recherchen besagte, dass die Löschung der Firma aus dem Handelsregister nach der Aufhebung des Verfahrens am 19. Juli 1935 erfolgt sei. Ob und in welcher Höhe Zahlungen erfolgt seien, könne nicht mehr beantwortet werden.
Nach der Demontage der Helling-Krananlage und der Kräne in der Schiffbauhalle im Jahre 1950 ist das Gelände heute nicht mehr als Werftgelände zu erkennen.

## Gebaute Schiffe (Auswahl)
- Heinrich Horn
- Palatia
- Nordsee